# Va-Bene Elikem Fiatsi
Va-Bene Elikem Fiatsi, auch bekannt als crazinisT artisT, ist eine ghanaische Künstlerin und Bürgerrechtlerin. Sie ist für ihre multidisziplinären Kunstwerke und ihr soziales Engagement bekannt.

## Leben
Va-Bene Elikem Fiatsi ist eine ehemalige christliche Predigerin, die zur Fokussierung auf ihre persönliche und berufliche Entwicklung ihre evangelikale Vergangenheit hinter sich ließ. Aufgrund ihrer Trans-Identität und -Orientierung war sie immer wieder gesellschaftlicher und familiärer Ablehnung ausgezetzt. Sie nimmt eine wichtige Rolle in der Kunst- und LGBTIQ+ Community in Ghana ein.
Sie lebt in Kumasi. Dort betreibt sie das crazinisT artisT studiO als Performance Space und sicheren Ort für queere Menschen. Sie leitet seit 2018 die perfocraZe International Artist Residency (pIAR) in Kumasi, eine Plattform zur Förderung des Austauschs zwischen Künstlern, Bürgerrechtlern, Wissenschaftlern und Kuratoren. Über 200 internationale Kunstschaffende aus Afrika, Asien, Lateinamerika und Europa haben bereits an der Residenz teilgenommen. Die enge Verbindung zu Berlin wurde durch die Zusammenarbeit mit mehreren Berliner Künstlern und Kuratoren verstärkt, was unter anderem zur Ausstellung Activist Choreographies of Care in der nGbK führte.

## Wirken
Va-Bene Elikem Fiatsi ist eine bekannte Figur im Kampf für die Rechte und die Sichtbarkeit von LGBTIQ+-Personen in Ghana. Ihre Kunstwerke, oft in Form von Performances, Installationen und Fotografie, thematisieren soziale Gerechtigkeit, Gewalt, Stigmatisierung und die Konfrontation mit kolonialen sowie religiösen Vorurteilen. Sie setzt ihren eigenen Körper und öffentliche Auftritte für den Hinweis auf die Missstände und Herausforderungen ein, denen sich marginalisierte Gruppen gegenübersehen. Ihre Arbeiten wurden unter anderem beim Chale Wote Art Festival präsentiert, einem bedeutenden Kulturereignis in Ghana, das internationale Beachtung findet.
In ihrer Rede zur Eröffnung der Berliner Ausstellung Activist Choreographies of Care setzte Fiatsi mit dem Ausruf „We are black, we are queer, we are proud, we are here“ ein Zeichen gegen globale Diskriminierung und für queere Selbstermächtigung.
Mit ihrer großformatigen Installation Monument of Second Skin stellte sie in Berlin ihre private Garderobe als vielschichtiges Kunstwerk aus – ein Arrangement aus Kleidung, Schuhen, Accessoires und Schminke, das Identität, Ritual und Schutz zugleich symbolisiert; diese „zweite Haut“ verweist auf die gesellschaftliche Spannung zwischen Selbstausdruck und Verwundbarkeit queerer Körper.
Ein weiteres zentrales Werk ist die dokumentarische Fotoserie froZen, in der sie rituelle Handlungen wie Reinigung, Schminken und Ankleiden inszeniert; die Serie verleiht intimen Momenten politische Dimension und verweist auf den Widerstand, der in alltäglicher Selbstfürsorge liegen kann.
Va-Bene Elikem Fiatsi ist zudem in der Organisation LGBTIQ* Ghana tätig und setzt sich für die Schaffung sicherer Räume für queere Menschen ein, insbesondere in einem Umfeld, das von Homophobie und gesetzlichen Einschränkungen geprägt ist. Ihre Installationen und Performances, darunter die Serie Rituals of Becoming, zeigen ihren persönlichen und politischen Kampf und bieten gleichzeitig Raum für Diskussion und Bewusstseinsbildung. Durch ihre Kunst und ihr Engagement versucht Va-Bene Elikem Fiatsi, Veränderungen in der Gesellschaft voranzutreiben und für zukünftige Generationen Wege zu ebnen.